# 사랑을 예약하세요
《사랑을 예약하세요》는 2002년 2월 3일부터 2002년 10월 13일까지 방영된 문화방송 일요아침드라마이다. 이 드라마는 첫 회부터 9회(2002년 3월 31일)까지는 오전 9시에 방송됐으나, 《신비한 TV 서프라이즈》의 신설에 따른 편성 변경으로 10회(2002년 4월 7일)부터 최종회까지는 오전 9시 50분에 방영됐다.

## 방송 시간
| 방송 기간                                                           | 방송 시간                             |
| ------------------------------------------------------------------- | ------------------------------------- |
| 2002년 2월 3일 ~ 2002년 3월 31일                                    | 매주 일요일 아침 9시 ~ 10시           |
| 2002년 4월 7일 ~ 2002년 9월 1일, 2002년 9월 15일 ~ 2002년 10월 13일 | 매주 일요일 아침 9시 50분 ~ 10시 50분 |
| 2002년 9월 8일                                                      | 일요일 아침 10시 20분 ~ 11시 20분     |

## 줄거리
일류 호텔을 배경으로 호텔 최고 경영자를 꿈꾸는 주인공 승리의 일과 사랑을 통해 건강한 젊은이들의 꿈과 야망을 다뤘다.

## 등장 인물

### 주요 인물
- 김채연: 장승리 역
- 김유석: 김상현 역
- 권해효: 장승원 역
- 유혜정: 윤희정 역 - 승원의 아내
- 임동진: 윤평구 역
- 김창숙: 오미자 역
- 이세은: 윤희수 역
- 임대호: 최태훈 역

### 호텔 사람들
- 김하균: 김학남 역
- 지수원: 최미경 역 (1회 ~ 24회, 중도 하차)
- 심형탁: 신재원 역
- 김윤경: 김민영 역
- 여현수: 박성진 역
- 이지현: 서혜진 역
- 최자혜: 황유미 역

### 그 외 인물
- 김석옥
- 정요숙
- 문영미
- 이치우
- 유승봉
- 남정희
- 이승우
- 강미
- 장인한
- 김복희
- 이숙
- 김각중
- 한미진
- 김일웅
- 서범식
- 서춘화
- 윤순홍
- 손민우
- 최범호
- 신동미
- 홍순창
- 조재혁
- 오태경
- 김신일
- 인교진
- 윤희주
- 손민경
- 송성희
- 이지수
- 백종헌
- 김철기
- 양현태
- 전익령
- 염재욱
- 오협
- 강보라
- 조명진
- 김홍석
- 나성균
- 정승재
- 마준오
- 장경희
- 지양명
- 이경미
- 이미선
- 김태현
- 안용근
- 김영옥
- 이풍운: 장상호 역 - 승원의 아들
- 조정은: 장상은 역 - 승원의 딸
- 류시현

### 특별출연
- 여운계

## 결방 사유 및 편성 변경 사항
- 5월 19일 : 부처님 오신 날 봉축 법요식 중계 방송으로 인한 결방
- 7월 28일 : 2002 메이저리그 박찬호 선발 경기 <텍사스 레인저스:오클랜드 애슬레틱스> 중계 방송으로 인한 결방
- 9월 8일 : 2002 메이저리그 박찬호 선발 경기 <텍사스 레인저스:탬파베이 레이스> 중계 방송으로 인해 10시 20분에 방영
- 9월 22일 : 추석 특집 프로그램 《퀴즈! 금의환향》 편성으로 인한 결방

## 참고 사항
- 방송 초반부터 연기자들 간에 단합이 잘되지 않았으며, 지수원은 스케줄 문제와 이지현과의 불화 및 갈등으로 중도 하차하였다.[3]
- 또한 이 당시 김채연은 영화 《라이터를 켜라》 촬영 스케줄 병행 문제, 이지현은 영화 《보스 상륙 작전》 촬영 스케줄 병행 문제 및 대학 진학 문제로 인해서 제작진과의 마찰이 있었다.